# Горвальський замок
Горвальський замок — колишній замок, який існував у XVI — XVIII століттях на території Білорусі поблизу села Горваль (Речицький район, Гомельська область).
У XVI столітті це був бастіон, але також мав дерев'яні укріплення. Горвальський замок був важливим пунктом контролю за переправою через Березину та водним шляхом до Дніпра.
Під час козацько-селянської війни 1648—1651 рр. українські козаки розгромили під Горвалем у 1648 р. військо великого литовського стражника Григорія Мірського та захопили замок. У листопаді 1654 року козаки українського гетьмана Івана Золотаренка захопили Горвальський замок штурмом, у результаті, він був спалений.
Пізніше відновлений, але під час Північної війни 1700 — 1721 був остаточно зруйнований.